# Butzenberg (Berching)
Butzenberg ist ein Gemeindeteil der Stadt Berching im Landkreis Neumarkt in der Oberpfalz in Bayern. Der Ort ist mit dem Siedlungstyp Anstalt amtlich ausgewiesen.

## Geschichte
Am 1. Mai 1978 wurden Holnstein mit Butzenberg, Rudersdorf, Altmannsberg, Matzenhof, Ritzermühle, Simbach und Wackersberg nach Berching eingemeindet.

## Kirchliche Zugehörigkeit
Kirchlich gehört Butzenberg seit 22. April 1811 zur Pfarrei Holnstein im Dekanat Neumarkt in der Oberpfalz. Zuvor gehörte es zur Pfarrei Waldkirchen.

## Baudenkmäler
Baudenkmäler sind ein Wohnstallhaus mit Fachwerkgiebel aus dem Jahr 1805 und ein ehemaliger Zehentstadel. Es handelt sich um eine zweigeschossige Durchfahrtsscheune aus dem 17. Jahrhundert.

## Regens Wagner
In Butzenberg befindet sich ein Teil der Einrichtungen von Regens Wagner Holnstein, einer Einrichtung von Menschen mit Behinderung.